# Boksitogorsk
Boksitogorsk (russisch Бокситого́рск; auch Bauxitogorsk) ist eine Stadt in der nordwestrussischen Oblast Leningrad. Sie hat 15.480 Einwohner (Stand 1. Januar 2024).

## Geografie
Die Stadt liegt an der Flanke des Tichwiner Höhenzuges etwa 230 km östlich der Oblasthauptstadt Sankt Petersburg am Flüsschen Pjardomlja, einem Nebenfluss der Woloschba im Flusssystem der Newa.
Boksitogorsk ist Verwaltungszentrum des gleichnamigen Rajons.

## Geschichte
Aus dem Jahr 1869 stammen die ersten Hinweise auf das Vorkommen rötlicher Gesteine im Gebiet der heutigen Stadt. 1916 wurden von Ingenieur P. Timofejew aus Tichwin Gesteinsproben an das Geologische Komitee in Sankt Petersburg gesandt, welches diese analysierte und daraufhin die Tichwiner Bauxitlagerstätte erkundete.
1929 wurde mit dem Abbau begonnen, und eine Bergarbeitersiedlung entstand. Diese erhielt 1935 unter dem heutigen Namen (боксит/boksit ist die russische Schreibweise von Bauxit) den Status einer Siedlung städtischen Typs und 1950 das Stadtrecht.
In der Stadt bestand das Kriegsgefangenenlager 157 für deutsche Kriegsgefangene des Zweiten Weltkriegs. Schwer Erkrankte wurden im Kriegsgefangenenhospital 1114 versorgt.
Boksitogorsk unterhält Partnerschaften zu den finnischen Orten Harjavalta, Kiukainen und Nakkila.

### Bevölkerungsentwicklung
| Jahr | Einwohner |
| ---- | --------- |
| 1939 | 9.221     |
| 1959 | 20.394    |
| 1970 | 22.248    |
| 1979 | 23.212    |
| 1989 | 21.839    |
| 2002 | 18.128    |
| 2010 | 16.585    |

Anmerkung: Volkszählungsdaten

## Kultur und Sehenswürdigkeiten
Im 14 Kilometer von der Stadt entfernten Dorf Listwenka des Rajons Boksitogorsk steht die Gottesmutter-Geburts-Kirche (церковь Рождества Богородицы/zerkow Roschdestwa Bogorodizy) aus dem 16. Jahrhundert.
Beim 30 Kilometer entfernten Dorf Rudnaja Gorka liegt das zum Naturdenkmal erklärte Flüsschen Raguscha, welches in Karsttrichtern verschwindet und etwa zwei Kilometer unterirdisch verläuft.

## Wirtschaft und Infrastruktur
Stadtbildendes Unternehmen ist die zu RUSAL gehörende Boksitogorski glinosjom (Boksitogorsker Tonerde), welche hier Bauxit abbaut und zu Tonerdekonzentrat weiterverarbeitet. Die Fabrik Boksitogorski polimer stellt medizintechnische Kunststofferzeugnisse her. Daneben gibt es Betriebe der Bau- und Baumaterialienwirtschaft sowie der Lebensmittelindustrie.
Nächstgelegene Personenverkehrsstation ist Bolschoi Dwor 20 Kilometer nördlich der Stadt an der 1906 eröffneten Eisenbahnstrecke Sankt Petersburg – Wologda – Kirow (Streckenkilometer 225). Von dort zweigt eine Güterstrecke nach Boksitogorsk und zu den südlicher gelegenen Bauxittagebauen ab.
Die Fernstraße A114 Sankt Petersburg – Wologda führt gut zehn Kilometer nördlich von Boksitogorsk vorbei.

## Persönlichkeiten
- Michail Gromow (* 1943), Mathematiker
- Krisztina Triscsuk (* 1985), ungarische Handballspielerin